# Mekongina
Mekongina lancangensis es una especie de peces de la familia de los
Cyprinidae en el orden de los Cypriniformes.

## Especies
Las especies de este género son:
- Mekongina bibarba V. H. Nguyễn, 2001
- Mekongina erythrospila Fowler, 1937
- Mekongina lancangensis Jian Yang, X. Y. Chen & J. X. Yang, 2008